# Olympiske flygtningehold ved sommer-OL 2020
Olympiske flygtningehold deltog for anden gang under Sommer-OL 2020 i Tokyo, Japan i perioden fra 23. juli til 8. august 2021. 
De olympiske lege blev udskudt et år fra 24. juli 2020 på grund af coronaviruspandemien.